# Mémoire iRAM
En informatique, on appelle mémoire iRAM un module mémoire qui est enfiché dans un des logements PCI de la carte mère de l'ordinateur et qui se comporte comme un disque dur. Il utilise l'interface SATA caractérisé par un taux de transfert de 150Mo/s.
L'avantage de cette technique est qu'elle réduit considérablement le temps d'accès à l'information, jusqu'à 60× selon le constructeur des modules, la firme Gigabyte Technology.
Bien qu'il utilise des boîtiers de mémoires dynamiques (DDR DRAM), le module iRAM ne perd pas ses informations lorsque l'ordinateur est à l'arrêt, du moment que celui-ci reste connecté à une source de courant. En cas de déconnexion de l'ordinateur du secteur, une pile de sauvegarde assure une autonomie de 12h.
Les modules iRAM sont disponibles avec différentes capacités, allant jusqu'à 8 Gio (en mars 2006). Initialement, les modules ont été conçus pour des applications où l'utilisateur doit gérer de gros fichiers, par exemple vidéo. Mais l'on a rapidement découvert d'autres applications, telles que l'utilisation en tant que support du système d'exploitation, ce qui réduit considérablement le temps nécessaire pour le démarrage. Par exemple, en installant Windows XP sur un module iRAM, le démarrage s'effectue en quelques secondes.
Les modules peuvent également être utilisés dans les jeux.